# Parque nacional Islote Lobos
El parque nacional Islote Lobos es un área natural protegida ubicada sobre el golfo San Matías en la costa atlántica de la provincia de Río Negro, a unos 28 km de la localidad de Sierra Grande y contiguo a la localidad de Playas Doradas, departamento San Antonio, en la Patagonia argentina. El parque comprende una franja costera de alrededor de 20 km que incluye a un complejo de seis promontorios rocosos a poca distancia de la costa: Lobos, La Pastosa, Ortiz Norte, Ortiz Sur, Redondo y de los Pájaros.
Desde el punto de vista fitogeográfico, la parte terrestre corresponde a la ecorregión de monte de llanuras y mesetas. El área presenta protección provincial desde el año 1977, el 30 de julio de 2020 se anunció el proyecto de convertirlo en parque nacional.
El 19 de noviembre de 2020 la Legislatura de la provincia de Río Negro sancionó la ley n.º 5476 (promulgada el: 24 de noviembre de 2020 por decreto: 1426/2020) por la cual cedió al Estado nacional la jurisdicción y el dominio sobre aproximadamente 5000 hectáreas para el futuro parque nacional. El 28 de octubre de 2021 el Senado Nacional dio media sanción al proyecto de ley del creación del parque nacional. El 15 de junio de 2022 fue sancionada la ley n.° 27670 que creó el parque nacional, siendo promulgada el 6 de julio de 2022 por decreto n.° 370/2022.

## Características generales
La reserva fue creada en el año 1977, mediante decreto provincial n.º 1402/77 con el objetivo de preservar las especies y la diversidad genética de la región.
Al momento de su creación, se estimaba una extensión de unas 2400 ha aproximadamente en torno a la posición 41°24′S 65°00′O / -41.400, -65.000.
Posteriormente se estableció que el área protegida sería aquella formada por un rectángulo de unos 8000 m de largo en el sentido norte-sur coincidente con la línea costera y un ancho de unos 5 km de los cuales 1 km sería sobre tierra y 4 km sobre el mar. Estas líneas delimitan una superficie de 4000 ha .
Actualmente la superficie protegida es de 19.079,20 hectáreas. 
El complejo está formado por seis promontorios rocosos, —“Lobos”, “La Pastosa”, “Ortiz Norte”, “Ortiz Sur”, “Redondo” y “de los Pájaros”—, algunos de ellos cubiertos con material sedimentario, que afloran a poca distancia de la costa. Durante la bajamar quedan unidos al continente dejando al descubierto extensas superficies rocosas o arenosas, piletas y pozos de agua salada y rocas aisladas.
El 30 de julio de 2020 se anunció el proyecto de convertirlo en parque nacional. Para su concreción la provincia de Río Negro cedió a través de una ley provincial el dominio de ese territorio a la Nación el 20 de noviembre de ese mismo año. El 16 de junio de 2022, el Congreso Nacional aceptó dicha cesión y creó en esa misma norma el nuevo parque nacional.

## Flora
La cobertura vegetal no es el aspecto más destacado del área protegida, por ejemplo uno de los islotes, el islote Lobos carece por completo de vegetación. Los otros islotes presentan vegetación adaptada al medio salino como vidriera y espartillo que alternan en las zonas más interiores con algunos ejemplares de molle, llaollín, zampa, jume, jarrilla y flechilla blanca.

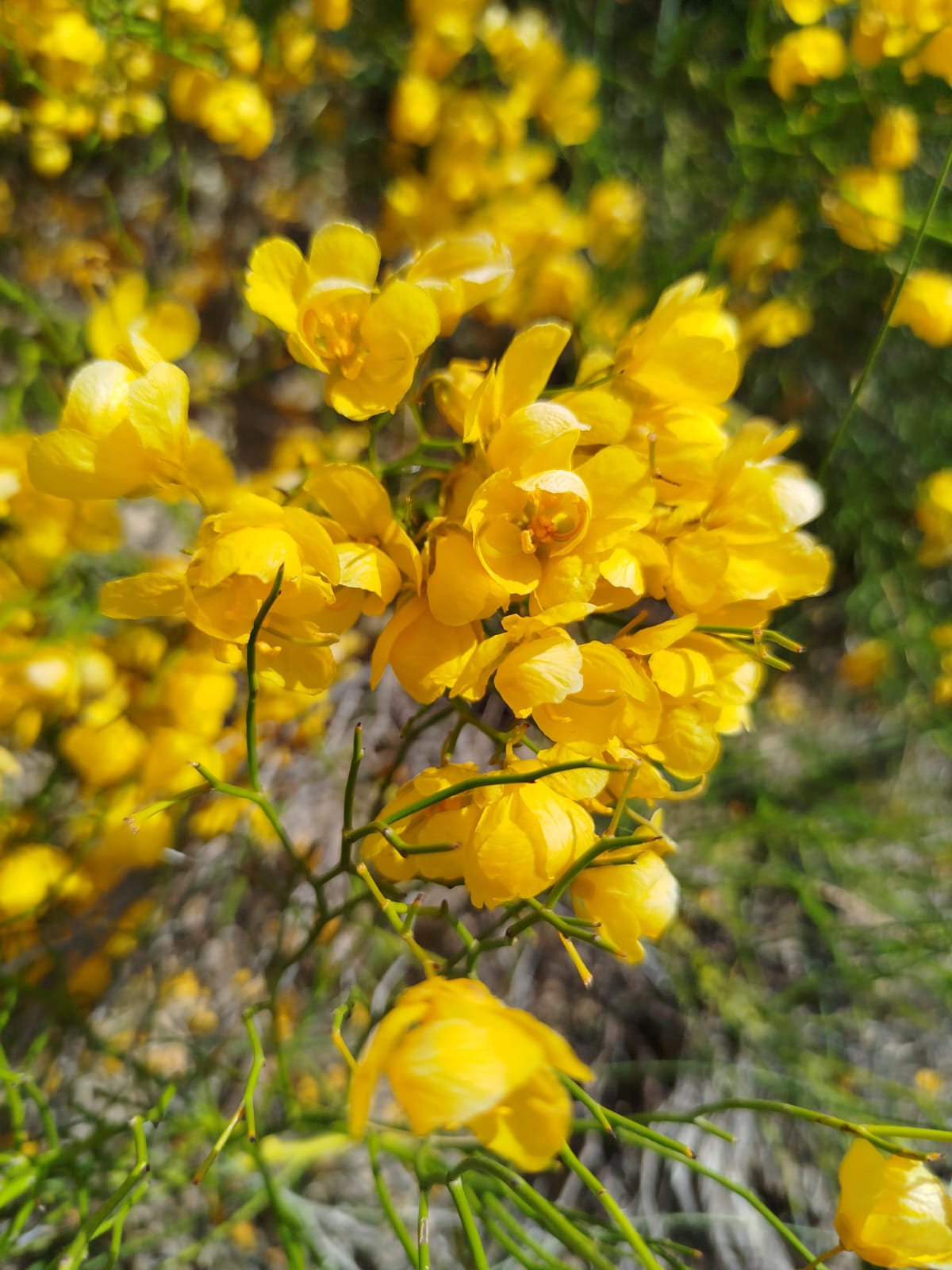
Pichana (Senna aphylla) en flor en el Parque Nacional Islote Lobos, Río Negro, Argentina

## Fauna

### Aves

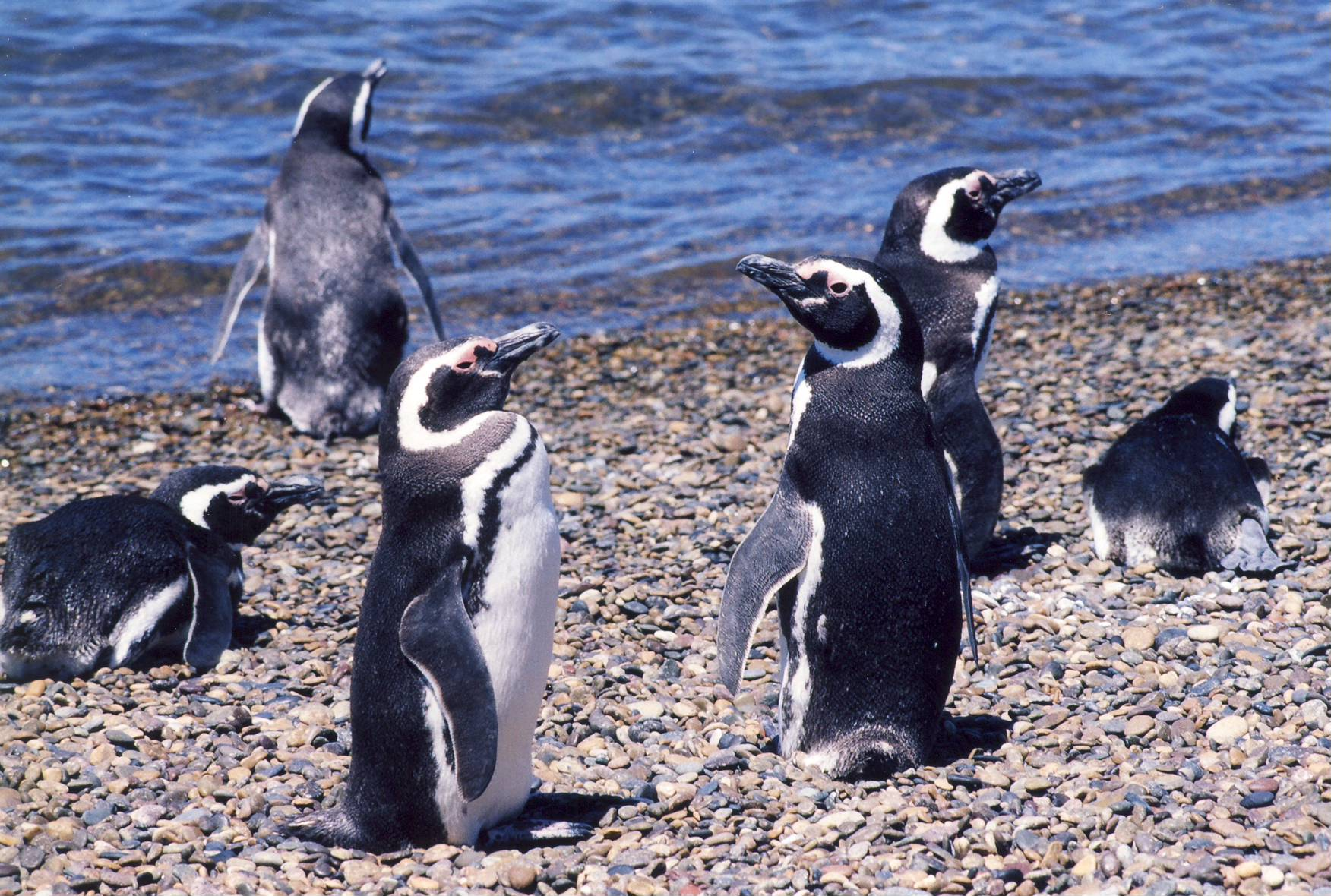
Grupo de pingüinos de Magallanes.

El área protegida es de gran importancia por su riqueza ornitológica y forma parte de las áreas importantes para la conservación de las aves de Argentina, debido a sus características que permiten poblaciones importantes de especies marinas y de humedal. El Complejo es el hábitat de una colonia reproductiva de pingüino de Magallanes, posiblemente la más septentrional del litoral marítimo argentino. Además, es el sitio de cría del gaviotín real y alberga una importante colonia de gaviota cocinera. También nidifican en la zona especies de ambiente húmedo como biguás; varios tipos de garzas como las garzas brujas, las moras, y las blancas, además del pato crestón y el flamenco austral, entre otras. 
Entre las especies de aves costeras se encuentran el ostrero común, el ostrero negro; los gaviotines lagunero y real; y las gaviotas cocinera y capucho café. Además, la diversidad de avifauna incluye al jote cabeza negra, al jote cabeza colorada y al chimango, además de varias especies de pájaros cantores.

### Reptiles

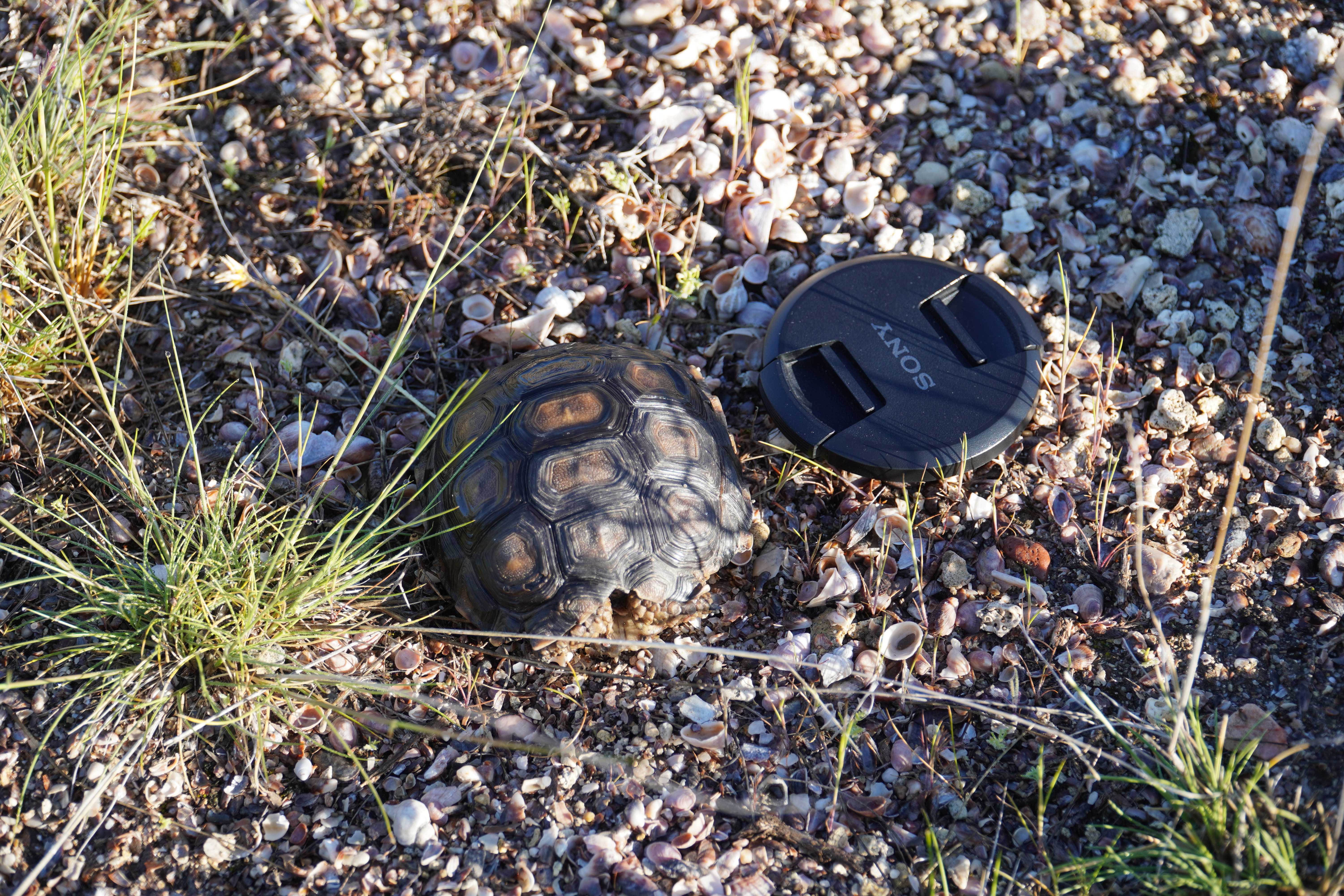
Ejemplar de la tortuga Chelonoidis chilensis en el Parque Nacional Islote Lobos, Argentina

En el Parque se han detectado lagartijas y tortugas terrestres.

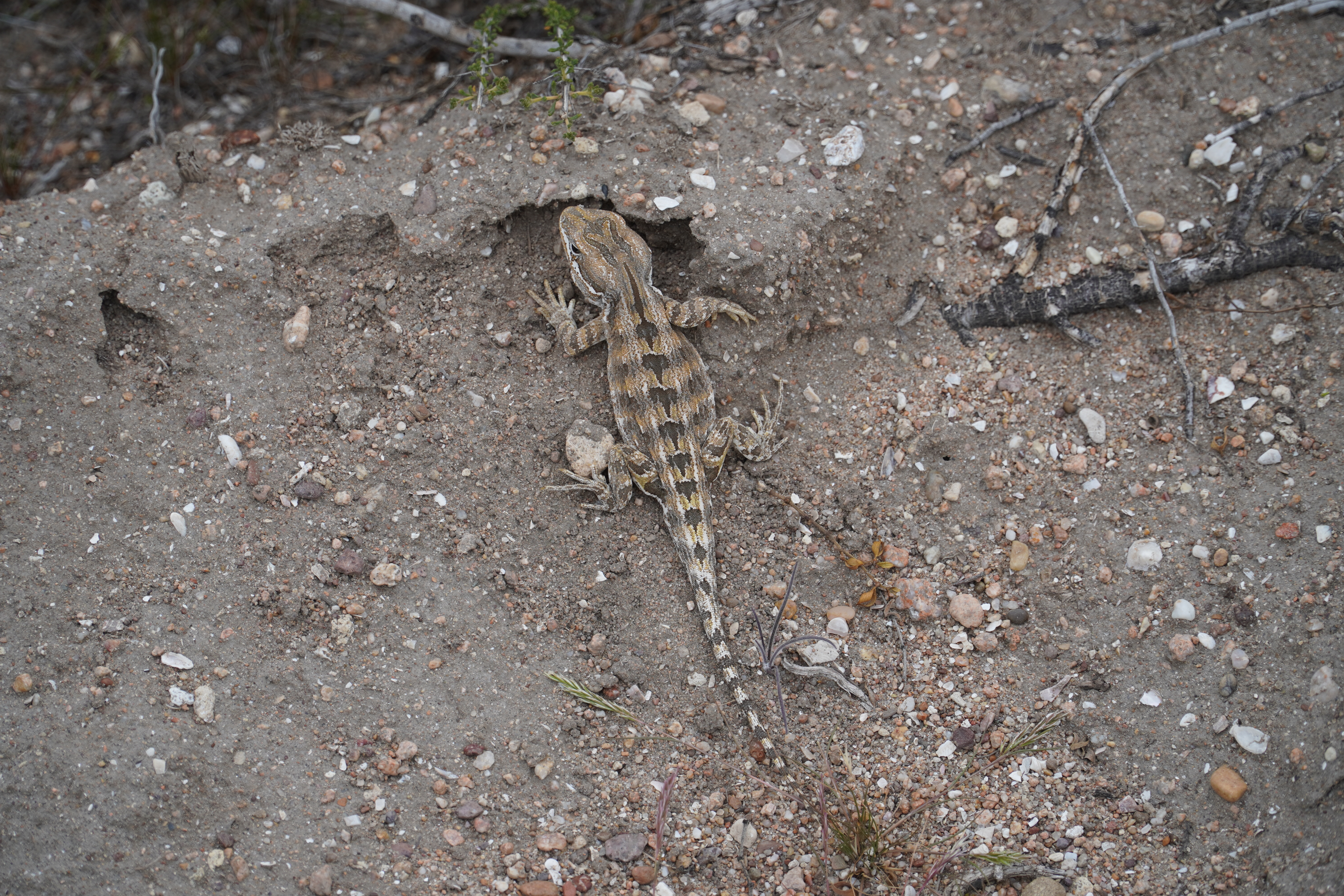
Ejemplar de la especie de lagartija Leiosaurus bellii en el Parque Nacional Islote Lobos, Argentina.

### Mamíferos
En el Complejo Islote Lobos se encuentra una colonia reproductiva de lobos marinos de un pelo. En la zona de planicie y meseta relativamente alejada de la línea de marea se encuentran guanacos, zorros de la pampa, jabalíes, peludos, cuises y zorrinos.

## Amenazas
Las principales amenazas del área derivan de la carencia de un plan de gestión que delimite con exactitud el espacio, ordene las actividades humanas y establezca los mecanismos y los recursos para un control adecuado. Si bien la presencia humana es relativamente escasa, puede resultar perturbadora para algunas especies en las etapas de nidificación y cría. Otro riesgo deriva de la posibilidad de contaminación de las aguas a causa de derrames de petróleo u otros desechos industriales.